# Myotis barquezi
Myotis barquezi — вид рукокрилих з родини лиликових (Vespertilionidae). Країна проживання: Аргентина.